# 10263 Вадімсімона
10263 Вадімсімона (10263 Vadimsimona) — астероїд головного поясу, відкритий 24 вересня 1976 року.
Тіссеранів параметр щодо Юпітера — 3,341.